# Ен Бронте
Ен Бронте (енгл. Anne Brontë; Торнтон, 17. јануар 1820 — Скарборо, 28. мај 1849) била је британска књижевница и најмлађа од сестара Бронте, познатих енглеских књижевница 19. века.

## Биографија
Рођена је у селу Торнтон у Јоркширу, Енглеска, као најмлађа од шесторо деце. Анина мајка, Марија Бранвел Бронте, умрла је од рака 1821. после њихове селидбе у Хаворт, где је њеном оцу, Патрику Бронтеу, било додељено место свештеника. Док је била дете, њене две старије сестре, Марија и Елизабета, умрле су од туберкулозе, што ће утицати на њено писање током каснијег живота. Две њене сестре, Шарлота и Емили, такође су биле књижевнице. Заједно са сестрама 1846. издала је збирку поезије скривајући се под мушким псеудонимима. Анин псеудоним је био "Acton Bell". Написала је два романа: Агнес Греј (1847) и Станарка напуштеног замка, (1848).
Убрзо после смрти њеног брата Бранвела и сестре Емили зиме 1848, Ен Бронте је умрла после дуже болести и неуспешног лечења од туберкулозе. Сахрањена је на црквеном гробљу „Saint Mary“.

## Дела
- Агнес Греј, издато 1847. Роман је написан под псеудонимом Ехтон Бел. Има аутобиографски карактер, на шта указује и његов првобитни наслов "Догађаји у животу једне јединке", и у њему је Ен, придржавајући се истине до танчина.изнела своја два искуства која је стекла као васпитачица.
- Станарка напуштеног замка, издато 1848.Има све одликее првог романа, али се истиче зрелошћу. Овај роман није само студија о једном пијанцу, он је приказ читавог развратног друштва, чије је противтипове Ен нашла у аристократском кругу својип послодаваца Робинсонових.[5]

## Значај рада Ен Бронте
Ен Бронте је привукла знатнију пажњу кад се појавила као писац 1846-1849. године. Каснији биографи потискују је у сенку сестара и упоређујући их њима признају величину а њен таленат сматрају бледим. Године 1959. Винифред Жерен је објавио опширну, студиозну, биографију Ен Бронте. Она сматра да је Ен запостављена и због недовољног познавања, те пружа обиље грађе и много нових чињеница.
За разлику од својих сестара, Ен Бронте је писала реалистичним и ироничним стилом.